# Есентепе (квартал в Еюпсултан)
„Есентепе“ (на турски: Esentepe) е квартал на Истанбул, разположен в градска околия Еюпсултан. Общата му площ е 0,43 км2. Според данни на Адресната система за регистриране на населението (ABPRS) към 2024 г. населението на „Есентепе“ е 22 014 жители.